# رابرت میلکینز
رابرت میلکینز (به انگلیسی: Robert Milkins) (زاده ۶ مارس ۱۹۷۶) یک بازیکن حرفه ای اسنوکر انگلیسی است. از او به عنوان یکی از به‌طور ذاتی با استعدادترین و سریع‌ترین بازیکنان یاد می‌شود، از زمانی که کارت شرکت در مسابقات حرفه‌ای خود را در سال ۱۹۹۸ به دست آورد همچنان با ثبات در جمع حرفه‌ای‌ها قرار دارد.
میلکینز در سال ۲۰۱۴ به بالاترین رده‌بندی یا رتبه شغلی خود یعنی ۱۲ رسید و به مدت دو دهه در جمع ۳۲ بازیکن برتر جهان قرار داشته‌است. میلکینز در سن ۴۶ سالگی، پس از اینکه ۲۷ سال در جمع حرفه‌ای‌ها قرار داشت اولین عنوان رنکینگ خود را در مسابقات آزاد جبل الطارق ۲۰۲۲ (2022 Gibraltar Open)به دست آورد، و تبدیل به مسن‌ترین برنده یک رویداد رنکینگ (به معنی مؤثر در رتبه) از زمان بازیکنی به نام داگ مانتجوی (Doug Mountjoy) در مسابقات قهرمانی بریتانیا در سال ۱۹۸۸ شد. او دومین عنوان معنی مؤثر در رتبه خود را در مسابقات آزاد ولز ۲۰۲۳ (2023 Welsh Open)به دست آورد و به دلیل موفقیت بیشتر در جمع‌آوری مجموع جایزه‌های برنده شده نسبت به سایرین در یک فصل از سری هشتم BetVictor از سال ۲۰۲۲ تا ۲۰۲۳ به او پاداش ۱۵۰۰۰۰ پوندی دیگری نیز اعطا شد.

## حرفه
میلکینز در سال ۱۹۹۵ حرفه ای شد، اما در فصل‌های ۱۹۹۶/۱۹۹۷، از بین حرفه‌ای‌ها کنار رفت، اما یک سال بعد از طریق تور بریتانیا دوباره بازگشت.

## فینال‌های حرفه ای

### فینال مؤثر در رتبه: ۲ (۲ عنوان)
| نتیجه | شماره | سال  | قهرمانی         | حریف در فینال | نتیجه |
| برنده | ۱.    | ۲۰۲۲ | جبل الطارق آزاد | کایرن ویلسون  | ۴–۲   |
| برنده | ۲.    | ۲۰۲۳ | ولز آزاد        | شان مورفی     | ۹–۷   |

### فینال کم‌اثر در رتبه: ۱
| نتیجه       | شماره | سال  | قهرمانی   | حریف در فینال | نتیجه |
| نایب قهرمان | ۱     | ۲۰۱۴ | روهر آزار | شان مورفی     | ۰–۴   |